# Herby (plaats)
Herby is een dorp in het Poolse woiwodschap Silezië, in het district Lubliniecki. De plaats maakt deel uit van de gemeente Herby en telt 2500 inwoners.

## Verkeer en vervoer
- Station Herby Nowe
- Station Herby Stare